# Peter-Gletscher
Der Peter-Gletscher ist ein 12 km langer und 5 km breiter Gletscher auf der Pernik-Halbinsel an der Loubet-Küste des Grahamlands auf der Antarktischen Halbinsel. Er fließt von den Protector Heights in nördlicher Richtung zur Darbel Bay, in die er östlich des Škorpil-Gletschers einmündet.
Das UK Antarctic Place-Names Committee benannte ihn 2016. Namensgeber ist der britische Naturschützer Peter Markham Scott (1909–1989), Sohn des britischen Polarforschers Robert Falcon Scott (1868–1912), Mitgründer und erster Vizepräsident des WWF.